# Guémon

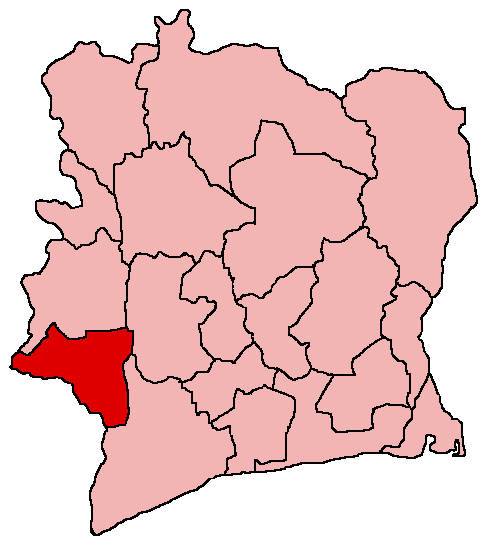
Antiga regió de Cavally Mitjà, en la que hi ha l'actual regió de Guémon

Guémon és una de les 31 regions de Costa d'Ivori. Està situada al districte de les Muntanyes, al centre de l'oest del país. La ciutat de Duékoué n'és la capital i segons l'avanç del cens de 2015, té 919.392 habitants. El 2015 el seu president era Tié Evariste Edouard.
Entre el 25 i el 28 d'agost de 2015 la regió de Guémon va adoptar el seu esquema de planificació del territori amb la participació de les autoritats regionals i locals per tal de diagnosticar les possibilitats i mancances del territori i definir els projectes prioritari pel desenvolupament de la regió.

## Situació geogràfica i regions veïnes
Guémon està al centre de l'oest de Costa d'Ivori, al districte de les Muntanyes, que comparteix amb les regions de Tonkpi i de Cavally.
Les regions limítrofes de Guémon són Cavally al sud-oest, Tonkpi al nord-oest, l'Alt Sassandra a l'est i Nawa al sud.
Duekoué, la capital de Guémon, està a 85 km al sud de la ciutat de Man, la capital del districte de les Muntanyes i de la regió de Tonkpi, a 106 km a l'oest de Daloa, capital de l'Alt Sassandra i està a 35,7 km al nord-est de la ciutat de Guiglo, capital de Cavally.

## Història
Durant la nit del 31 de maig de 2005 a l'1 de juny hi va haver una massacre massacre en un barri perifèric del nord Duékoué que va provocar més de 50 morts, 64 ferits, 11 persones calcinades i unes 30 cases incendiades deguda a disputes sobre les propietats de terres rurals.
El 29 de març de 2011 foren mortes més de 800 persones a Duékoué en una altra massacre en el context de la Crisi ivoriana de 2010-2011 segons la Creu Roja. Segons la Federació Internacional dels Drets Humans, la majoria dels morts foren guérés. L'Operació de les Nacions Unide a Costa d'Ivori va reduir el nombre de víctimes a 330, així com va responsabilitzar al dos clans de la regió, els pro-Gbagbo i els pro-Ouattara, de les matances.

## Subdivisió administrativa
La subdivisió administrativa en departaments i municipis, amb els seus habitants el 2015 és la següent:
- Departament de Bangolo - 318.129
  - Bangolo - 40.220
  - Beoue-Zibiao - 21.927
  - Biéniméouin - 23.979
  - Diéouzon - 31.009
  - Gohouo-Zagna - 17.800
  - Guinglo-Tahouaké - 36.368
  - Kahin-Zarabaon - 62.455
  - Zéo - 9.259
  - Zou - 75.112
- Departament de Duékoué - 408.148
  - Bagohouo - 46.129
  - Duékoué - 185.344
  - Gbapleu - 66.549
  - Guéhiébly - 51.933
  - Guézon - 58.193
- Departament de Facobly - 76.507
  - Facobly - 22.407
  - Guézon - 8.674
  - Koua - 8.515
  - Sémien - 28.812
  - Tieny-Seably - 8.099
- Departament de Kouibly - 116.608
  - Kouibly - 43.392
  - Nidrou - 10.343
  - Ouyably-Gnondrou - 49.470
  - Totrodrou - 13.403

## Economia
L'economia de la zona de la capital es basa sobretot en el cultiu de cacau i de cafè.

## Infraestructures i transports
Les carreteres més importants que travessen la regió són l' A6 (fins a Daloa), l'A7, (que travessa Duékoué de sud a nord) i la A701, que va des de Guglio cap a l'oest del país.

## Cultura

### Llengües
Tot i que la llengua oficial de Costa d'Ivori és el francès, les llengües vehiculars que utilitza la majoria de la població de la regió de Guémon són el diola i la llengua vernacle de la zona de la seva capital, el wé.

### Grups humans
Els grups ètnics propis de la zona de Duékoué són els wés i els guérés, tot i que també hi viuen persones de grups humans al·lògens com senufos, baoulés i burkinesos.